# Irena Jarosińska-Małek

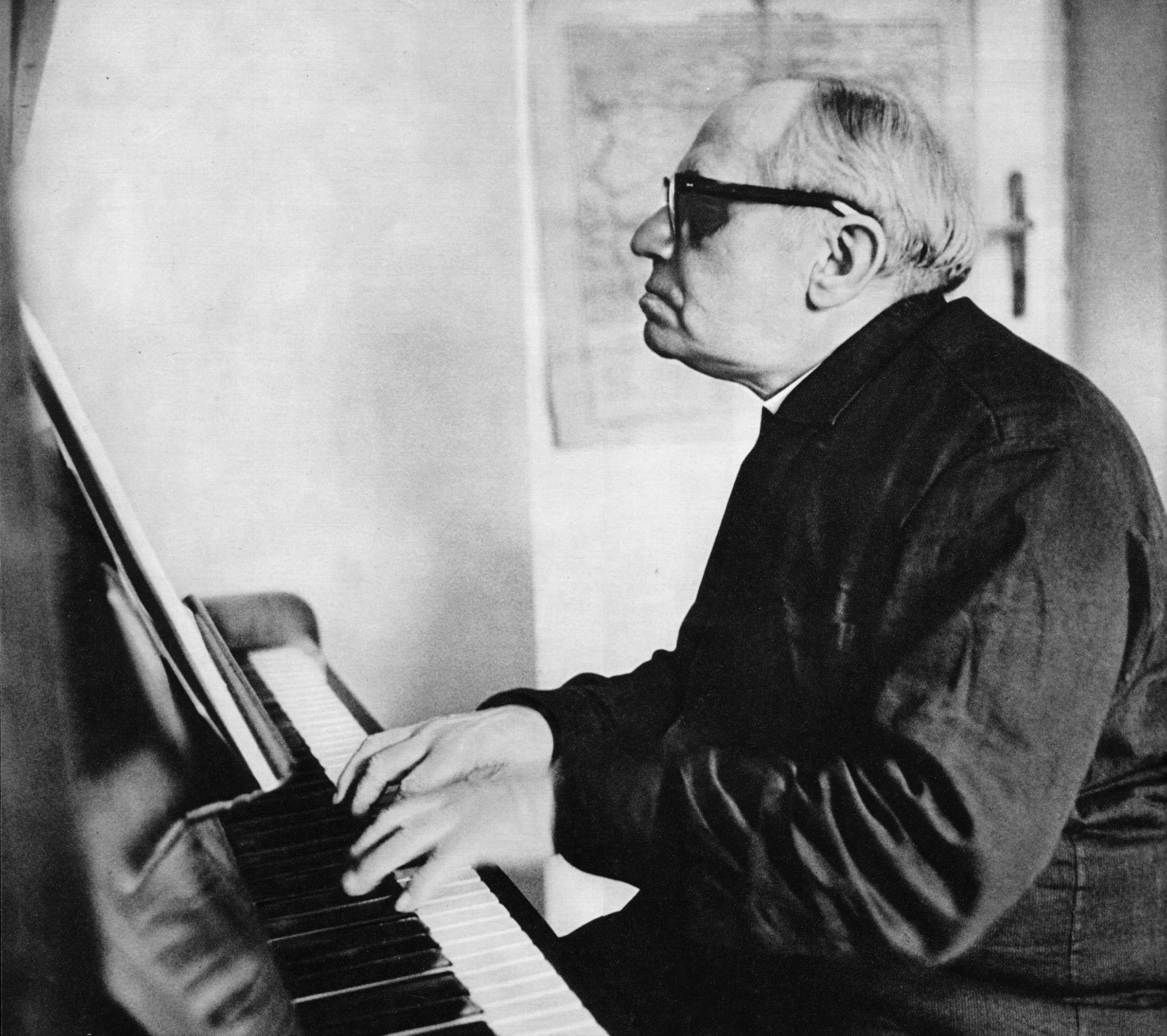
Hieronim Feicht (1964); Foto: Irena Jarosińska

Irena Jarosińska-Małek (ur. 3 października 1924 w Szybenem, zm. 16 lutego 1996 w Warszawie) – polska artystka fotograf, fotoreporterka. Członkini Okręgu Warszawskiego Związku Polskich Artystów Fotografików. Jedna z pierwszych kobiet w PRL pracująca jako fotoreporter prasowy, związana z Grupą 55, animatorka sztuki.

## Życiorys
Wykształcenie fotograficzne zdobyła w Liceum Fotograficznym przy ul. Konwiktorskiej w Warszawie. W 1943 roku podjęła studia na Wydziale Chemii na tajnych kompletach Politechniki Warszawskiej. Po wojnie pracowała w Ministerstwie Rolnictwa i Reform Rolnych (1946–1947) oraz w Referacie Fotografiki w Ministerstwie Kultury i Sztuki (1949–1950). Związana z fotograficznym oraz artystycznym środowiskiem stolicy – mieszkała i fotografowała w Warszawie. Szczególne miejsce w jej twórczości zajmowała fotografia reporterska, fotografia architektury (w dużej części Warszawy), fotografia portretowa (w zdecydowanej większości osób związanych ze światem artystycznym – aktorów, fotografów, malarzy, muzyków, poetów), oraz fotografia aktu. Jako fotoreporterka współpracowała m.in. z czasopismami Fotografia, Świat, Polska. Dużo miejsca w swojej twórczości poświęciła fotoreportażowi, związana z artystyczną neoawangardą – sporządzała dokumentację fotograficzną z jej działalności. W latach 70. XX wieku podjęła się roli animatorki sztuki. W swojej pracowni – 10A (będącej nieformalną pracownią artystyczna artystki) inicjowała wiele wydarzeń artystycznych (wernisaże, happeningi, dyskusje, spektakle teatralne).
Irena Jarosińska-Małek była inicjatorką, autorką (współautorką) wystaw fotograficznych; indywidualnych i zbiorowych – między innymi aktywnie uczestniczyła w Ogólnopolskich Wystawach Fotografiki, organizowanych pod egidą Polskiego Związku Fotografików (późniejszego – od 1952 roku – Związku Polskich Artystów Fotografików), w wystawach Grupy 55, w latach 1956–1961, w Galerii Krzywe Koło. W 1950 roku rekomendowana przez Zbigniewa Dłubaka i Leonarda Sempolińskiego – została przyjęta w poczet członków Okręgu Warszawskiego ZPAF. Prowadziła również zajęcia dla uczniów Studium Fotograficznego przy Związku Polskich Artystów Fotografików, ucząc nie tylko techniki fotograficznej, ale przede wszystkim organizując dla nich wykłady z udziałem malarzy, teoretyków sztuki, fotografów. W latach 80. XX wieku wiele podróżowała – między innymi do Indii, Nepalu, Izraela, Egiptu i Afganistanu, czego pokłosiem była dokumentacja fotograficzna z licznych podróży – prezentowana na ekspozycjach autorskich (m.in. „Wystawie Afgańskiej”). 
Irena Jarosińska-Małek zmarła 16 lutego 1996, po ciężkiej chorobie.
Fotografie Ireny Jarosińskiej-Małek (ok. 40 tysięcy zdjęć) znajdują się w zbiorach Archiwum Fotografii Ośrodka Karta. W 2013 roku ukazał się album z obszernym zbiorem fotografii artystki (ok. 250 zdjęć), w polsko-angielskiej wersji językowej – Irena Jarosińska: pismo obrazkowe, wydany przez Fundację Ośrodka Karta.

## Publikacje (albumy)
- Irena Jarosińska: pismo obrazkowe (2013). Wydawca – Fundacja Ośrodka Karta[5]